# Тахара
Таха́ра (яп. 田原市 Тахара-си) — город в Японии, расположенный в центральной части префектуры Айти на полуострове Ацуми. Основан 20 августа 2003 года путём слияния посёлков Харада и Акабанэ уезда Ацуми. 1 октября 2005 года город поглотил посёлок Ацуми. Тахара — центр пищевой и цементной промышленностей. Здесь находится основной завод Lexus.

## Персоналии
- Ватанабэ, Кадзан (1793-1841) — японский художник, учёный и политик. Самурай.